# Xirómero
Xiromero (en grec : Ξηρόμερο) est un dème situé dans la périphérie de Grèce-Occidentale en Grèce. Le dème actuel est issu de la fusion en 2011 entre les dèmes d'Alyzía, d'Astakós et de Fytíes.

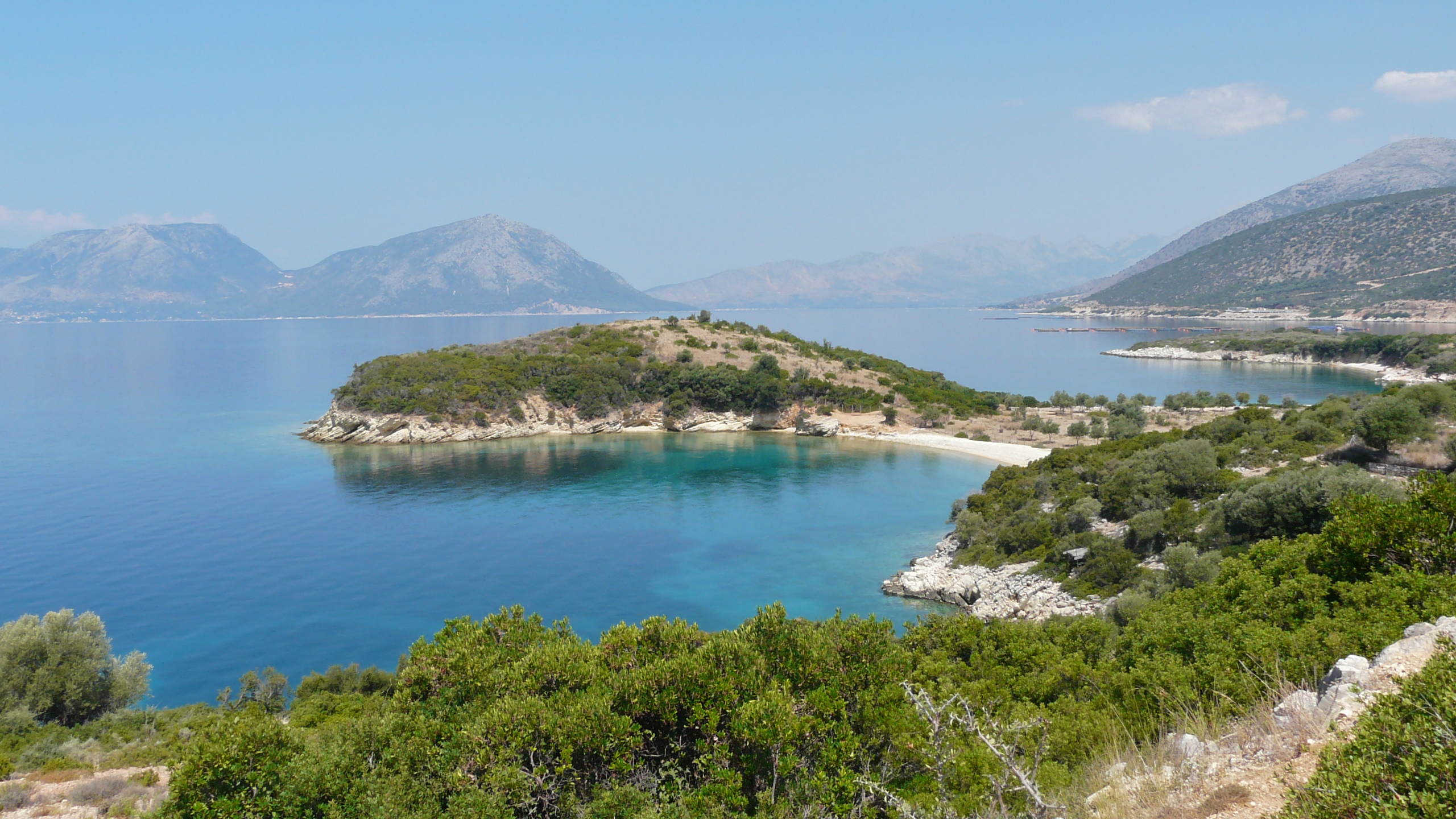
Côte d'Astakos